# Місхор

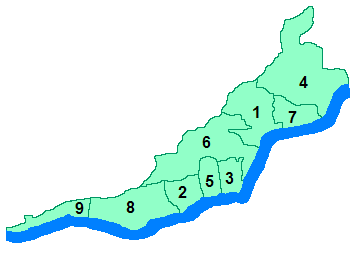
Місцерозташування: 1 — місто Ялта, 5 — Кореїзька селищна рада (Кореїз, Місхор).

Місхо́р (крим. Mishor, від давньогрецької ἡ Μήση χώρα — «середня місцевість») — приморська кліматична курортна місцевість на Південному березі Криму.
Розташовується за 12 км на південний захід від Ялти, складова частина селища Кореїз (Ялтинський район, АР Крим, Україна), одне з найтепліших місць Криму, парки, вілли та палаци знатних осіб Російської імперії XIX століття. Уперше згадується у записках мандрівника академіка Петера Палласа (1793—1794 роки).

## Клімат
Одне з найтепліших місць Південного узбережжя.
Субтропічний клімат середземноморського типу:
- Зима м'яка. Середня температура лютого +4,4 °C (що на 0,4 °C вище, ніж у Ялті). Кількість морозних днів — 23 на рік.
- Весна рання. Середня температура травня +16 °C.
- Літо тепле, сухе, сонячне. Середня температура липня +25 °C (що на 1,3 °C вище, ніж у Ялті).
- Осінь тепла, тривала. Купальний сезон із липня по жовтень. Середня температура вересня +21 °C.

Опадів близько 500 мм на рік.

## Відомі місця
- Канатна дорога Місхор—Ай-Петрі. Занесена до Книги рекордів Гіннесса.
- Місхорський парк — пам'ятка садово-паркового мистецтва (закладений у кінці XVIII століття).
- Палац «Дюльбер» у мавританському стилі. Архітектор М. Краснов, 1895–1897 роки.
- Скульптури «Дівчина Арзи та розбійник Алі-Баба», Русалка на камені (автор А. Адамсон).